# Liu Shouxiang
Liu Shouxiang (chiń. upr. 刘寿祥; chiń. trad. 劉壽祥; pinyin Liú Shòuxiáng; ur. 1958, zm. 13 lutego 2020) – chiński akwarelista i profesor w Hubei Institute of Fine Arts. Jego prace były wielokrotnie nagradzane i gromadzone przez wiele muzeów sztuki. Był również członkiem Chińskiej Ligi Demokratycznej.

## Biografia
W 1981 roku Liu ukończył Hubei Institute of Fine Arts na Wydziale Sztuk Pięknych, ukończył studia pedagogiczne, pełnił funkcję dyrektora Wydziału Edukacji Sztuk Pięknych. W 1987 roku założył Wydział Malarstwa Akwarelowego w Instytucie Hubei na Wydziale Nauczycieli Technologii. W 2009 założył Wydział Malarstwa Akwarelowego i pełnił funkcję kierownika tego wydziału. Jako pierwszy założył wydział akwareli w chińskiej szkole artystycznej. W 2018 roku przeszedł na emeryturę. W tym samym roku Uniwersytet Hubei zatrudnił Liu jako wybitnego profesora.
17 stycznia 2020 Liu udał się do Zhuhai na wystawę. O 5 rano 13 lutego Liu Shouxiang zmarł na COVID-19 w szpitalu Wuhan Jinyintan w wieku 62 lat. Jego córka i zięć również byli hospitalizowani z powodu koronawirusa.